# Gackpoid
Gackpoid (яп. がくっぽいど, Gakuppoido) — японський віртуальний співак, створений компанією Internet Co., Ltd. Для синтезу його голосу використовується технологія семплування живого вокалу, а саме програма Vocaloid. Голосовим донором став японський співак і актор Gackt. Ім'я маскота Camui Gackpo (яп. 神威 がくぽ, Kamui Gakupo) походить від прізвиська актора. Gackpo також відомий як Gakupo.

## Розробка
Gackpoid був розроблений компанією Internet Co., Ltd. для програмного забезпечення VOCALOID 2 фірми Yamaha Corporation як перший їхній продукт в індустрії синтезу голосу. Початкова версія вийшла 31 липня 2008 року. Назва Gackpoid, що означає «Ґакт як вокалоїд», була обрана самим актором під час запису голосу. Дизайн маскота програмного забезпечення був розроблений манґакою Міурою Кентаро (відомий завдяки манзі Берсерк) та обраний компанією Internet Co. з кількох конкуруючих варіантів.
Його голос був одним із чоловічих голосів Vocaloid 2, що використовувався при створенні VY2.

### Доповнення
13 липня 2012 року вийшла нова версія V3 Gackpoid для VOCALOID 3, що містила 3 різні голосові банки: Native (основний голос), Power (потужний) та Whisper (шепіт).
25 липня 2013 року Internet Co., Ltd. оголосила, що версії для Mac OS X всього їхнього програмного забезпечення, включно з Gackpoid, розробляються з використанням редактора Vocaloid Editor для програмного забезпечення Cubase NEO для Macintosh. Версії для OS X були випущені для безкоштовного завантаження для всіх зареєстрованих користувачів у жовтні 2013 року, хоча Internet Co., Ltd. порадила вибрати тільки одну версію: Mac або Windows, адже на одного користувача доступна тільки одна ліцензія
.
2 грудня 2014 року Нобору Муракамі, президент Internet Co., Ltd., заявив, що готується оновлення Gackpoid з VOCALOID 3 до для VOCALOID 4, але відмовився уточнити дату або графік виходу. 30 квітня 2015 року було випущено Gackpoid V4 для VOCALOID 4. Оновлення містило семпли гарчання до кожного з трьох голосових банків і загальні покращення V3.
Версії як для VOCALOID3, так і для VOCALOID4 мають доступ до нової системи VOCALOID4 «Cross-Synthesis».
Нобору висловлював надію, що одного дня зробить Gackpoid англійською мовою. Однак він зазначив, що англійська версія може з'явитися лише тоді, коли буде прибутковою.

## Характерстика
| Ім'я                           | Gackpoid (програмне забезпечення) Kamui Gakupo (персонаж) |
| Дата виходу                    | 31 липня                                                  |
| Рекомендований темп            | 60-150bpm                                                 |
| Рекомендований діапазон вокалу | A1-C4 (NATIVE, POWER), A1-G3 (WHISPER)                    |